# Vivel del Río Martín
Vivel del Río Martín es una localidad y municipio español de la provincia de Teruel perteneciente a la comarca de Cuencas Mineras, comunidad autónoma de Aragón.
En su término municipal se encuentra la localidad de Armillas.

## Geografía
Integrado en la comarca de Cuencas Mineras, se sitúa a 73 kilómetros de la capital provincial. El término municipal está atravesado por la carretera N-211 entre los pK 152 y 156, además de por la carretera autonómica A-1508, que se dirige hacia Calamocha, y por la A-2401, que permite la comunicación con Segura de los Baños.
El relieve del municipio está caracterizado por el Sistema Ibérico turolense, suavizado por los valles del río Vivel y del río Segura, que se unen para más tarde contribuir al origen del río Martín, ya en el municipio de Martín del Río. La altitud del municipio oscila entre los 1260 metros al norte y los 950 metros a orillas del río Vivel. El pueblo se alza a 970 metros sobre el nivel del mar. 
| Noroeste: Segura de los Baños                             | Norte: Segura de los Baños y La Hoz de la Vieja | Noreste: La Hoz de la Vieja |
| Oeste: Villanueva del Rebollar de la Sierra y Fuenferrada |                                                 | Este: Montalbán             |
| Suroeste: Pancrudo                                        | Sur: Martín del Río                             | Sureste: Martín del Río     |

## Demografía
Vivel del Río Martín cuenta con una población de 63 habitantes (INE 2024).
| Gráfica de evolución demográfica de Vivel de Río Martín entre 1842 y 2021 |
| |
| Población de derecho según los censos de población del INE Población de hecho según los censos de población del INEEn estos censos se denominaba Vivel del Río: 1842 y 1857 Entre el censo de 1981 y el anterior, crece el término del municipio porque incorpora a 44030 (Armillas) |

## Administración y política
| Período   | Alcalde                  | Partido      |  |
| --------- | ------------------------ | ------------ |  |
| 1979-1983 | Miguel Alentorn Latorre  | UCD          |  |
| 1983-1987 |                          |              |  |
| 1987-1991 |                          |              |  |
| 1991-1995 |                          |              |  |
| 1995-1999 |                          |              |  |
| 1999-2003 |                          |              |  |
| 2003-2007 | Ramón Juan Sancho        | PAR          |  |
| 2007-2011 | Ramón Juan Sancho        | PAR          |  |
| 2011-2015 | Sergio Galve Domingo     | PP de Aragón |  |
| 2015-2017 | Luis García Artal        | PP de Aragón |  |
| 2017-     | Juan Pablo Galve Domingo | PP de Aragón |  |

| Partido político    | Partido político                                   | 2003   | 2007   | 2011   | 2015   |
| Partido político    | Partido político                                   | Ediles | Ediles | Ediles | Ediles |
|                     | Partido Popular de Aragón (PP)                     | —      | —      | 2      | 2      |
|                     | Partido de los Socialistas de Aragón (PSOE-Aragón) | —      | —      | —      | 1      |
|                     | Partido Aragonés (PAR)                             | 1      | 1      | 1      | —      |
|                     | Compromiso con Aragón (CA)                         | —      | —      | 0      | —      |
|                     | Chunta Aragonesista (CHA)                          | —      | 0      | 0      | —      |
| Total de concejales | Total de concejales                                | 1      | 1      | 3      | 3      |